# Milion

Vizualizarea puterilor de zece de la 1 la 1 milion

Un milion (1.000.000), sau "o mie de mii", este numărul natural care urmează după 999.999 și este înaintea lui 1.000.001. Numele cuvântului "milion", care e similar în toate limbile moderne, provine din limba italiană, în care mille înseamnă "o mie" (1.000), iar milione desemnează "o mie mare" sau o mie de mii (1.000.000).
În notația științifică este scris ca 106.  Ca mărime fizică poate fi exprimat folosind sufixul „mega” din Sistemul Internațional. Spre exemplu, 1 megawatt este egal cu 1.000.000 watt.
Cuvântul milion este adesea folosit în numeroase limbi ca o metaforă pentru numere foarte mari sau uneori pentru lucruri deosebite, dar și ca hiperbolă pentru a desemna distanțe, lucruri neobișnuite sau deosebit de mari ("N-aș fi putut să ghicesc asta nici într-un milion de ani"). Titlul scriiturilor lui Marco Polo referitoare la călătoria sa în China poartă titlul de Il Milione, titlu inspirat, se pare, de porecla dată lui Polo datorată povestirilor sale neobișnuite.

## Abreviere
- mn, mln, sau mio pot fi găsite în contexte financiare în limba engleză.[2][3]

## Numere de șapte cifre selecționate (1.000.000 - 9.999.999)
- 1,000,003 - cel mai mic număr prim de șapte cifre

## Vezi și
- Bilion
- Miliard